# STX11
STX11 (англ. Syntaxin 11) – білок, який кодується однойменним геном, розташованим у людей на короткому плечі 6-ї хромосоми. Довжина поліпептидного ланцюга білка становить 287 амінокислот, а молекулярна маса — 33 196.
| 10         |  | 20         |  | 30         |  | 40         |  | 50         |
| ---------- |  | ---------- |  | ---------- |  | ---------- |  | ---------- |
| MKDRLAELLD |  | LSKQYDQQFP |  | DGDDEFDSPH |  | EDIVFETDHI |  | LESLYRDIRD |
| IQDENQLLVA |  | DVKRLGKQNA |  | RFLTSMRRLS |  | SIKRDTNSIA |  | KAIKARGEVI |
| HCKLRAMKEL |  | SEAAEAQHGP |  | HSAVARISRA |  | QYNALTLTFQ |  | RAMHDYNQAE |
| MKQRDNCKIR |  | IQRQLEIMGK |  | EVSGDQIEDM |  | FEQGKWDVFS |  | ENLLADVKGA |
| RAALNEIESR |  | HRELLRLESR |  | IRDVHELFLQ |  | MAVLVEKQAD |  | TLNVIELNVQ |
| KTVDYTGQAK |  | AQVRKAVQYE |  | EKNPCRTLCC |  | FCCPCLK    |  |            |

A: Аланін

C: Цистеїн

D: Аспарагінова кислота

E: Глутамінова кислота

F: Фенілаланін

G: Гліцин

H: Гістидин

I: Ізолейцин

K: Лізин

L: Лейцин

M: Метіонін

N: Аспарагін

P: Пролін

Q: Глутамін

R: Аргінін

S: Серин

T: Треонін

V: Валін

W: Триптофан

Задіяний у таких біологічних процесах, як транспорт, транспорт білків. 
Локалізований у мембрані, апараті гольджі.